# Napier Sabre
El Napier Sabre fue un motor H-24 de pistones con válvula de camisa y refrigerado por líquido, diseñado por el mayor Frank Halford y construido por Napier & Son durante la Segunda Guerra Mundial. Fue mejorado hasta convertirse en uno de los motores aeronáuticos en línea más poderosos usados durante la guerra, desarrollando desde 2.200 CV (1640 kW) en sus primeras versiones hasta 3500 CV (2600 kW) en las últimas.
Los primeros aviones en entrar en servicio regular usando este motor fueron el Hawker Typhoon y el Hawker Tempest; aunque el primero en usarlo fue el Napier-Heston Racer, un aeroplano diseñado para obtener el récord de velocidad máxima. Otros aviones que usaron este motor fueron las primeras versiones y prototipos del Blackburn Firebrand, el prototipo del Martin-Baker MB 3 y el Hawker Fury. La rápida introducción de los motores a reacción después de la guerra llevó a una rápida salida de servicio del Sabre, ya que la demanda de motores a pistón de alta potencia para el uso en aviones militares bajó considerablemente y porque Napier centro sus trabajos en el desarrollo de motores turbopropulsores tales como el Naiad y el Eland.

## Diseño y desarrollo
Antes del Sabre, Napier estuvo trabajando en motores aéreos de gran potencia. Su motor más famoso fue el Lion, que fue muy exitoso durante el periodo de entreguerras, y que en su versión modificada propulsó a los competidores del Supermarine en el Trofeo Schneider en los años 1923 y 1927. También propulsó varios automóviles que rompieron el récord terrestre de velocidad. A finales de la década de 1920, el Lion ya no era competitivo y se empezó a trabajar en un reemplazo.
Después del Lion, Napier diseño dos motores nuevos con disposición en H: uno de 16 cilindros (Rapier) y otro de 24 cilindros (Dagger). La disposición en H era compacta, consistiendo en dos motores horizontales opuestos, ubicados uno encima de otro o al lado del otro. Ya que los cilindros están opuestos, el movimiento de una bancada es compensada por el movimiento de la bancada opuesta, dando como resultado la ausencia de vibraciones de primer orden y de segundo orden. En estos nuevos diseños, Napier eligió la refrigeración por aire, pero en servicio los cilindros más alejados del frente del avión demostraron ser imposibles de refrigerar adecuadamente, lo que hizo que los motores inicialmente no fueran fiables.

### Génesis

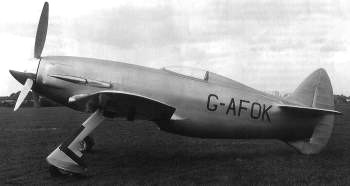
La primera aeronave diseñada en base al motor Sabre, el Napier-Heston Racer, que chocó durante las primeras pruebas de vuelo.

Durante la década de 1930, los diseñadores estaban buscando nuevos desarrollos del motor. Los estudios demostraron la necesidad de motores capaces de entregar un caballo de fuerza por cada pulgada cúbica de desplazamiento (aproximadamente 45 kW/litro). Este poder específico era necesario para movilizar aeronaves con una gran carga de combustible, para vuelos de larga distancia. Un motor contemporáneo, el Pratt & Whitney R-1830 Twin Wasp entregaba aproximadamente 1200 CV (895 kW) con un desplazamiento de 1820 pulgadas cúbicas (30 litros), por lo tanto se buscaba una mejora de un 50%. Esto representó cambios radicales: muchas compañías trataron de construir tal motor, pero ninguna tuvo éxito.
En 1927, Harry Ricardo publicó un estudio del concepto de válvula de camisa, en el que aseguraba que los motores con válvulas tradicionales no serían capaces de producir mucho más de 1500 CV(1100 kW), un objetivo que muchas compañías estaban persiguiendo para la nueva generación de motores. Para superar este límite, debería ser usada la válvula de camisa, para incrementar el rendimiento volumétrico, y también para reducir la sensibilidad a la detonación, que era algo común debido a la mala calidad de los combustibles usados en esa época. La oficina de Harold estaba cerca de la de Ricardo en Londres, y mientras Ricardo empezó a trabajar junto a Bristol en una línea de motores con válvula de camisa, Halford empezó a trabajar con Napier, usando el Dagger como base. La disposición del bloque en H, con su equilibro inherente y la corta carrera de los pistones le permitían al Sabre una mayor velocidad de rotación, otorgando mayor potencia con un desplazamiento menor.
Napier decidió en primera instancia desarrollar un gran motor de 24 cilindros, refrigerado por líquido, capaz de producir 2000 CV (1491 kW) a finales de 1935. Sin embargo, la compañía continuó con la disposición opuesta en H del Dagger. Este nuevo diseño consistía en ubicar el bloque de cilindros de forma horizontal y empleaba válvulas de camisa. Todos los accesorios se agrupaban convenientemente por encima y por debajo del bloque de cilindros, en lugar de ubicarse en el frente o en la parte trasera como lo hacían otros motores contemporáneos.
Los primeros motores Sabre estuvieron listos para probarse en enero de 1938, pese a que estaban limitados a 1350 CV (1000 kW). Para marzo, estaban superando las pruebas otorgando 2050 CV (1500 kW), y para junio de 1940, cuando el Sabre superó la prueba de 100 horas del Ministerio del Aire, la primera versión de producción estaba entregando 2200 CV (1640 kW) con un desplazamiento de 2238 pulgadas cúbicas (37 litros). Para finales de 1940 podían entregar una potencia de 2400 CV (1800 kW). Para poner esto en perspectiva, contemporáneamente el Rolls-Royce Merlin II podía entregar poco más de 1000 CV (750 kW) con un desplazamiento de 1647 pulgadas cúbicas (27 litros).

### Producción

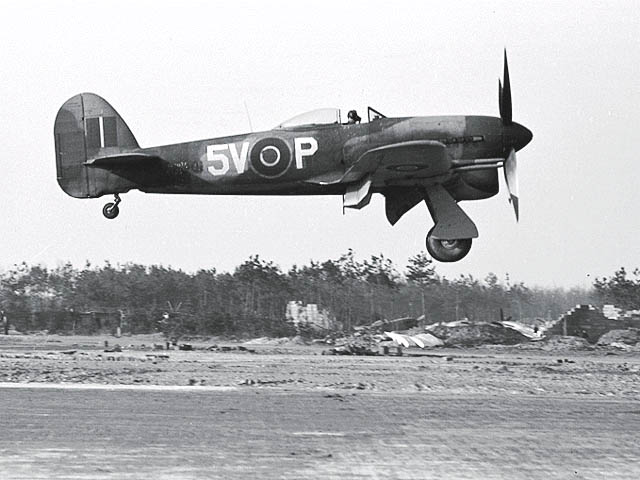
El Hawker Typhoon fue la primera aeronave operativa que usó el Sabre, entrando en servicio en la RAF a mediados de 1941. Problemas tanto con el motor como con la estructura casi llevan a la salida de servicio del Typhoon

Los problemas florecieron tan pronto como empezó la producción en masa. Los prototipos del motor eran ensamblados a mano por mecánicos de Napier y resultó ser difícil adaptarlo a la técnica de línea de ensamblaje. Las camisas fallaban frecuentemente, resultando en la rotura de los cilindros, motivo por el cual se perdió el único prototipo del Martin-Baker MB 3. Después de probar 18 materiales diferentes y distintas técnicas de fabricación, un proceso nitrurado y lapeado de las camisas ayudó a resolver el problema.
El control de calidad probó ser inadecuado: los motores se entregaban frecuentemente con remanentes del proceso de colada, aros rotos y virutas dentro del motor. Los mecánicos estaban sobrecargados intentando mantener los motores Sabre funcionando, y durante las épocas de clima frío debían poner en marcha los motores cada dos horas durante la noche para prevenir que el aceite se congelara y no se pudieran arrancar al día siguiente. Estos problemas se tardaron mucho en corregir y le dieron una mala reputación al motor. Para empeorar las cosas los mecánicos y pilotos que no estaban familiarizados con el Sabre, tendían a culpar al motor por problemas causados por ellos mismos.
Napier estaba focalizada en la realización de nuevos diseños y perfeccionamientos para mejorar su rendimiento. En 1942, se empezó una serie de proyectos para mejorar el funcionamiento a gran altitud, con la adición de un compresor mecánico de tres velocidades y dos etapas, mientras que el motor básico seguía siendo poco fiable. En diciembre de 1942, la compañía fue adquirida por English Electric Company, que puso fin al desarrollo de un nuevo compresor de forma inmediata, y se dedicó por completo a resolver los problemas de producción, objetivo alcanzado rápidamente.
Para 1944, el Sabre V estaba entregando 2400 CV (1800kW) de forma consistente y la reputación del motor empezó a mejorar. Esta fue la última versión en entrar en servicio, siendo usada por el Hawker Typhoon y su derivado, el Hawker Tempest. Sin la mejora del compresor, el rendimiento del motor por encima de los 20.000 pies (6100 metros) caía notablemente, hasta el punto de que los pilotos era instruidos para entrar en combate siempre por debajo de dicha altitud. A baja altitud ambos aviones eran formidables, con el Typhoon superando fácilmente a su contraparte alemana, el FW 190. Después de la destrucción de la Luftwaffe a principios de 1944, los Typhoon pasaron a cumplir un rol de caza-bombardero. El Tempest se convirtió en el principal destructor de la bomba volante V-1, ya que era más rápido a baja altitud que cualquier otro caza aliado. Tiempo después, el Tempest fue responsable de la destrucción de 20 cazas a reacción alemanes Me 262.
El desarrollo continuó y las últimas versiones del Sabre VII entregaban 3500 CV (2600 kW) con un nuevo compresor. Los últimos motores en fase de prueba entregaban 5500 CV (4100 kW) a 45 PSI de presión del compresor. Al final de la Segunda Guerra Mundial, había varios motores que contaban con la misma potencia. El Pratt & Whitney R-4360 Wasp Major, de 28 cilindros dispuestos en 4 hileras radiales producía 3000 CV (2280 kW) en sus primeras versiones y 3800 CV (2834 kW), pero estos últimos requerían casi el doble de desplazamiento (4360 pulgadas cúbicas-71 litros) para lograr semejante potencia.

## Variantes

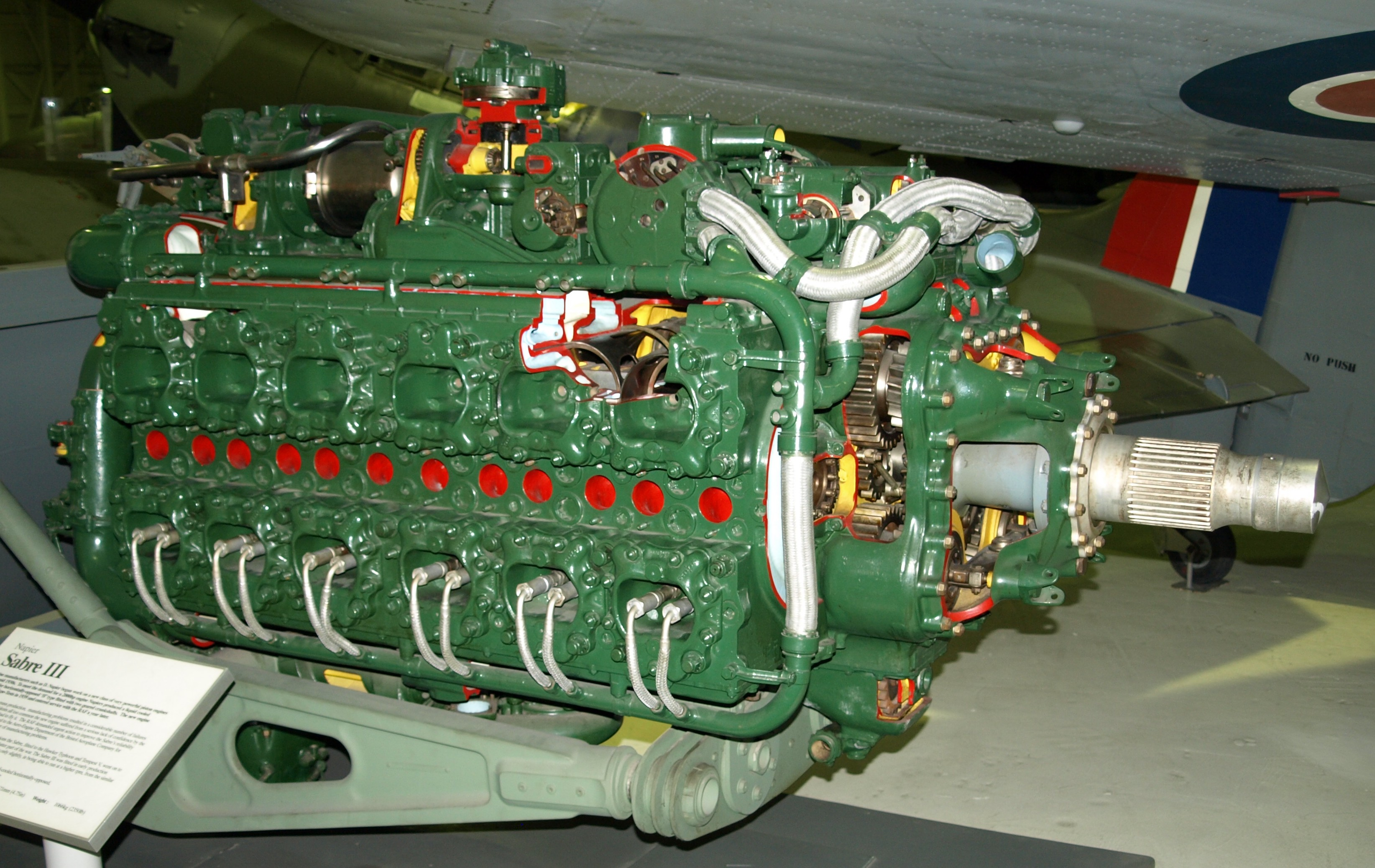
Napier Sabre III

Sabre (E.107)
(1939) 2,000 CV (1,490 kW).
Sable II
(1940) 2,300 CV (1,715 kW).
Reducción 0.332:1 de la hélice respecto del motor (experimental)
Sabre II (variante de producción)
2,200 CV (1,640 kW). Reducción de 0.274:1, principalmente usado en los primeros Hawker Typhoon
Sabre IIA
2,235 CV (1,665 kW). Mejorado el sistema de encendido: sobrealimentación máxima de +9 libras.
Sabre IIB
2,400 CV (1,790 kW). Cuatro carburadores S.U. : Principalmente utilizado en el Hawker Tempest V.
Sable IIC
2,065 CV (1,540 kW). Similar al Mk VII.
Sabre III
2,250 CV (1,680 kW). Similar a Mk IIA, adaptado para el Blackburn Firebrand: 25 fabricados e instalados.
Sabre IV
2,240 CV (1,670 kW). Tal como el Mk VA, con sistema de inyección de combustible Hobson. Utilizado en el Hawker Tempest.
Sabre V
2,600 CV (1,940 kW). Desarrollo del MK II, sistema de inyección de combustible y compresor rediseñados.
Sabre VA
2,600 CV (1,940 kW). Mk V con sistema de inyección de combustible Hobson-R.A.E , una sola palanca de acelerador y control de hélice: utilizado en Hawker Tempest VI.
Sabre VI
2,310 CV (1,720 kW). Mk VA Con ventilador de enfriamiento Rotol: utilizado en 2 Hawker Tempest Vs modificados para utilizar los radiadores anulares diseñados por Napier. También usado en el avión experimental Vickers Marwick V
Sabre VII
3,055 CV (2,278 kW). Mk VA Fortalecido para soportar el alto poder producido por la inyección del agua/methanol. Se agrandó la turbina del compresor.
Sabre VIII
3,000 CV (2,240 kW). Pretendido para Hawker Fury; probado en el Folland Fo.108.
Sabre E.118
(1941) Compresor de tres-velocidad, dos etapas. Hélice contrarotante, probado en el Fo.108.
Sabre E.122
(1946) 3,500 CV. Pretendido para el caza de Napier son cola 500 mph

## Aplicaciones
El motor fue usado en múltiples aeronaves, incluyendo dos cazas ampliamente usados.

### Aplicaciones - Aplicaciones mayores
- Hawker Tempest
- Hawker Typhoon

### Aplicaciones - Prototipos y producción limitada
- Blackburn Firebrand, solo en 21 aeronaves al principio de la producción.
- Fairfrey Battle, banco de pruebas
- Folland Fo.108, banco de pruebas
- Hawker Fury, prototipo (2 construidos (LA610,VP207), 485 mph)
- Martin-Baker MB 3, prototipo
- Napier-Heston Racer, prototipo
- Vickers Warwick, prototipo

## Especificaciones (Sabre VA)

### Características generales
- Tipo: 24 cilindros en H, refrigerado por líquido, con compresor mecánico
- Diámetro: 127 mm
- Carrera: 121 mm
- Desplazamiento: 35,65 cm3
- Largo: 2089 mm
- Ancho: 1016 mm
- Alto: 1168 mm
- Peso en seco: 1070 kg

### Componentes
- Distribución: Válvula de camisa
- Compresor: Centrífugo, de una sola etapa y dos velocidades. Accionamiento mecánico
- Sistema de combustible: Carburadores Hobson-R.A.E
- Combustible: Gasolina de 100/130 octanos
- Sistema de lubricación: Bomba de aceite de alta presión, filtro de aceite de flujo completo con tres bombas de limpiado
- Sistema de refrigeración: Refrigerado por líquido: Mezcla 70% agua y 30% etilenglicol, sistema presurizado.

### Rendimiento
- Potencia: 2068 kW (2850 hp) a 3800 rpm y 0,9 bar de carga. 2200 kW (3040 hp) a 4000 rpm a potencia de emergencia.
- Potencia específica: 59,9 kW/L
- Relación de compresión: 7:1
- Consumo de combustible: 532 L/h a velocidad crucero
- Consumo de aceite: 27 L/hr a velocidad crucero, 3250 rpm y +0,5 bar de carga
- Relación peso potencia: 2,06 kW/Kg

### Motores comparables
- Daimler-Benz DB 604
- Dobrynin VD-4K
- Junkers Jumo 222
- Lycoming H-2470
- Pratt & Whitney X-1800
- Pratt & Whitney XH-3130
- Rolls-Royce Eagle
- Wright R-2160 Tornado